# 姚琛
姚琛（1998年3月23日—），出生於中國重慶，中國男藝人、歌手、作詞家、作曲家、DJ、舞者。曾為韓國JYP娛樂練習生、中國男子演唱組合R1SE成員，現为JYP娛樂全資子公司泛領文化旗下藝人。2019年，參加騰訊視頻偶像男團競演養成類選秀節目《創造營2019》；其後於節目總決賽中獲得第5名，以限定組合R1SE成員身份出道，擔任副唱、Rapper、領舞，進行為期兩年的限定活動。2021年6月28日，以個人歌手身份正式出道。

## 簡介

### 出道前：JYP娛樂練習生
姚琛出生於中國重慶市，在2015年8月通過JYP Entertainment在ETM的非公開選秀中被選中，2015年12月7日正式成為JYP練習生，開始了自己長達3年的練習生生涯。因為公司嚴格的管理方式，姚琛3年間並未能有公開露面的機會，其練習時長達到了1021天，並參加過四次SHOWCASE，這段訓練生涯也為他積澱了扎實的基礎能力。

### 2019年～2021年:《創造營2019》、限定組合R1SE
2019年，在海外經過嚴格受訓的姚琛到中國，參加騰訊視頻的青年團訓節目《創造營2019》並參與演唱節目主題曲《喊出我的名字》；在首次公演中，姚琛被周震南挑選為對手，成為《悟空》B組的中心位；5月22日，隨《創造營2019》節目參加在城陽體育館舉辦的《doki大爬梯》見面會；6月2日，其參加的湖南衛視脫口秀節目《天天向上》播出；在《創造營2019》錄制期間，姚琛還參與了《VogueMe》等多個時尚雜誌海報的拍攝；6月8日，在經過多輪淘汰賽後，最終以總決賽第5名的成績加入男子演唱組合R1SE，並以哇唧唧哇娛樂旗下藝人身份展開為期兩年的限定男團活動；與此同時，他還隨R1SE推出了組合出道曲《R.1.S.E》，該歌曲亦作為電影《黑衣人：全球追緝》的中國區主題推廣曲；7月19日，隨R1SE為電影《上海堡壘》演唱的片尾主題曲《無愧》發佈；8月6日，隨R1SE推出組合首張音樂EP《就要擲地有聲的炸裂》，收錄了《R.1.S.E》、《誰都別吝嗇》等6首歌曲。
2020年12月15日，發行首張個人單曲《不屑NEVERMIND》。

### 2021年：R1SE解散、SOLO出道、首張EP《不必回答》
2021年6月14日，原組合R1SE解散；同時開啟個人活動。
2021年6月28日，以首張EP《不必回答》正式SOLO出道。《不必回答》上线後於QQ音樂秒破1032.36万人气值，达成尖叫钻石单曲认证，实时1500万人气值，為2021年度首支巅峰钻石单曲。同時《不必回答》空降QQ音乐人气榜空降三榜第1名，斬獲2021年6月28日 日榜第一名，2021年第27期 周榜第一名，2021年实时 年榜第一名，展現超高人氣。此外由你音乐榜 双曲空降入榜，主打歌《不必回答》則空降TOP1。
7月10日，繼《不屑 NEVERMIND》後《不必回答》在QQ音樂達到2000萬人氣值，成為人氣殿堂單曲，同時姚琛也是2021年首個在QQ音樂達成巔峰人氣殿堂單曲認證的歌手，也是QQ音樂時隔兩年第二位擁有兩首單曲達成巔峰榜人氣殿堂單曲認證的歌手；8月8日，參加江蘇衛視綜藝《蒙面舞王 (第二季）》及上海電視台《閃電咖啡館》；14日，參與腾讯音乐娱乐集团与微博联合出品的《时光回响音乐企划》並翻唱F.I.R作品《我們的愛》。9月，參加優酷拳擊競技體驗真人秀《拳力以赴的我們》第4期。12月，在第三屆TMEA騰訊音樂娛樂盛典上，斬獲「年度新勢力內地音樂人」獎。
12月2日， 發行EP專輯《!:EM》。

### 2022年至今：SOLO期
1月，參加《雪地裡撒野的朋友們》繼續集結長白山進行「撒野七子」的潮酷直播。2月5日，參加的運動類真人秀《運動者聯濛》播出，是其中一位常註嘉賓。2月17日，發行單曲《千山》。3月26日，正值生日《ELLE》根據姚琛成長經歷特別策劃拍攝劇情短片《第七件小事》於3月27日上線。5月8日，發布個人首張實體專輯，其中包括常規版《Awaken: 醒》以及限量版《Awaken: 醒 Limited Edition》。6月9日，發行單曲《三分信條》。7月8日，發行單曲《Drinkin' You》。
2022年5月20日，參演的綜藝節目《天賜的聲音（第三季）》第10期，與連淮偉一同合作歌曲《音浪》。7月18日，《最好的舞台》官宣陣容，姚琛加盟；20日，《書畫裡的中國》第二季收官陣容公佈，姚琛加盟。8月6日，姚琛加盟 《出發吧！老媽》。11月20日，參加的音樂故事秀節目《圍爐音樂會》在四川衛視播出。12月16日，參加《朝陽打歌中心（第一季）》第五期，演唱《醒·LITHOPS》；20日，出席《2022嘻哈盛典》，榮獲融合嘻哈盛典「年度全能藝人」獎；31日，參加《2022-2023浙江衛視美好跨年夜》，演唱歌曲《不必回答》，與楊穎Angelababy合唱《小城夏天》，同日發佈與NICHKHUN(닉쿤)的合作曲《白色信封》。
2023年1月1日，跨年特別單曲企劃《寫給你的秘密情歌》驚喜上線；12日《白色信封》英語版《Christmas Snow》上線；19日，《百分百开麦》第6期播出；20日，參加的《2023川渝春節聯歡晚會》播出，與張紫寧演唱《我 想我不一樣》《白色信封》；21日，參加《古韻新聲春節》；25日，參加浙江衛視《2023美好中國新歌會》，演唱《白色信封》。2月17日，參與的運動挑戰類真人秀《運動者聯盟》在芒果TV、咪咕視頻同步播出，姚琛擔任節目常駐嘉賓；28日，姚琛獲得「堅韌的力量·2022年度慈善盛典」年度公益之星獎項——「年度公益青年歌手」。3月7日，參演杭州亞運會官方主題推廣曲《從現在到未來》正式上線。 4月2日，「YAO&CLUB」個人首場巡迴正式啟程；15日，參演的湖南衛視《你好，星期六》播出；28日，與海來阿木合作單曲《時光與他》上線。5月23日發行第二張實體專輯《姚琛YAOCHEN》；26日，參演的音樂節目《天賜的聲音（第四季）》第5期播出，與伯遠合作歌曲《離開地球表面》；6月2日參演的《天賜的聲音（第四季）》第12期播出，與鄭秀妍Jessica一同合作歌曲《危險派對》；5日，參演愛奇藝潮流戶外運動社交真人秀《出發！趣野吧》陣容常駐官宣。7月在泰國曼谷舉辦個人首場海外Fan Meeting <I'M YAOCHEN>；11日，雪碧攜手七大先鋒華語音樂人，姚琛單曲《逆流》重磅上線；30日，參加《朝陽打歌中心 第二季》第十二期，演唱《姚琛YAOCHEN》。9月26日，在2023微博音樂盛典上，斬獲「年度進取歌手」獎。10月8日，《哎呀好身材 第五季》開播，姚琛擔任節目參賽者及嘉賓；20日，參加的綜藝《驚喜來敲門》播出。11月4日，參加的綜藝《未来厨房》播出；15日，參加的節目《家務優等生》播出。12月14日，出席在菲律賓布拉干舉辦的第8屆Asia Artist Awards (AAA)，榮獲「New Wave Award」。

## 音樂作品
关于R1SE的音乐作品，请参见R1SE#音樂作品

### 正規專輯
| 專輯 | 專輯資料 | 曲目 |
| 1st  | 《Awaken: 醒》 - 發行日期：2022年5月6日 - 語言：國語 - 發行公司：泛領文化、JYP娛樂 - 銷量：17,655張+ - 備註：首張實體專輯          | 曲目 1. 不屑·NEVERMIND 2. 不必回答 3. 莫比烏斯的日落 4. NOT GOOD 5. 夜鬧·YEAH,NOW 6. XXX 7. 放下吧·NEVERMIND 8. 醒·LITHOPS 9. WANNA GET WORSE |
| 2nd  | 《琛YAOCHEN》 - 發行日期：2023年5月8日 - 語言：國語 - 發行公司：泛領文化、JYP娛樂 - 銷量： - 備註：5月8日音源上線，5月23日實體發行 | 曲目 1. Welcome to Yao's land 2. YAOCHEN 3. Lonely 4. 等 5. Problem 6. 就這樣 7. I'm so Hot 8. YAOCHEN(English Ver.)                          |

### 迷你專輯
| 專輯 | 專輯資料                                                                                        | 曲目 |
| 1st  | 《不必回答》 - 發行日期：2021年6月28日 - 語言：國語 - 發行公司：泛領文化 - 備註：SOLO出道       | 曲目 1. 不必回答 2. 莫比烏斯的日落 3. 不必回答（Inst.） 4. 莫比烏斯的日落（Inst.）                                       |
| 2nd  | 《!:EM》 - 發行日期：2021年12月26日 - 語言：國語 - 發行公司：泛領文化                           | 曲目 1. 放下吧•NEVERMIND 2. 夜鬧•YEAH,NOW 3. XXX                                                                         |
| 3rd  | 《Adventure Player 冒险玩家》 - 發行日期：2023年11月20日 - 語言：英語 國語 - 發行公司：泛領文化 | 曲目 1. Adventure Player「冒险玩家」 (English.ver.) 2. 删除 3. Rum Tonight 4. Adventure Player「冒险玩家」(Chinese.ver.) |

### 個人單曲
| 發行/公開日期                 | 歌曲名稱         | 演唱者 | 作詞                                                     | 作曲                                                           | 編曲                                       | 備註                                           |
| 2020年10月3日 /2021年12月30日 | 醒•LITHOPS       | 姚琛   | 姚琛                                                     | KASS, Trippy                                                   | /                                          | 於2021年12月30日發行音源                       |
| 2020年12月15日                | 不屑•NEVERMIND   | 姚琛   | BLAZO                                                    | Bang Chan (3RACHA), Changbin (3RACHA), Han (3RACHA), VERSACHOI | VERSACHOI, Bang Chan (3RACHA)              | 首張個人單曲                                   |
| 2021年7月16日/2022年4月25日   | NOT GOOD         | 姚琛   | 姚琛                                                     | 姚琛                                                           | 姚琛                                       | 中韓雙語自作曲                                 |
| 2021年8月14日                 | 我們的愛         | 姚琛   | F.I.R., 謝宥慧; Rap詞: 姚琛                              | F.I.R.                                                         | 韓星洲, 李洵                               | 翻唱作品                                       |
| 2022年2月17日                 | 千山             | 姚琛   | 邱生                                                     | Jeffrey Z.                                                     | Jeffrey Z.                                 |                                                |
| 2022年4月25日                 | FEEL MY LOVE     | 姚琛   | 姚琛                                                     | 大迈MizarMin, 姚琛                                             | 大迈MizarMin                               |                                                |
| 2022年7月8日                  | Drinkin' You     | 姚琛   | 大迈MizarMin, 姚琛                                       | 姚琛                                                           | 大迈MizarMin                               |                                                |
| 2022年8月8日                  | WANNA GET WORSE  | 姚琛   | 姚琛                                                     | 姚琛                                                           | 大迈MizarMin                               |                                                |
| 2022年10月12日                | 噓（Hush Down）  | 姚琛   | 姚琛, 大迈MizarMin, Jeroen Guido Verschoor, 古娄Bodhison | 大迈MizarMin, 姚琛                                             | 大迈MizarMin, Sub J, Imua Garza@ Zeo Music | 姚琛首條放在JYP Entertainment Youtube頻道的MDV |
| 2023年1月1日                  | 寫給你的秘密情歌 | 姚琛   | 李 OK                                                    | 李 OK                                                          | 劉澤                                       | 網易雲獨家                                     |
| 2023年7月11日                 | 逆流             | 姚琛   | 張銳, Ryan Tedder                                        | Chief Maloney, Ryan Tedder                                     | Chief Maloney                              | 《雪碧酷光燈 華語專輯》收錄曲                  |

### 合作單曲
| 發行/公開日期  | 歌曲名稱                                | 合作歌手       | 作詞                        | 作曲                    | 備註                                     |
| 2019年11月16日 | 得吧                                    | 周震南、張顏齊 | 周震南, 姚琛, 張顏齊        | 周震南, 姚琛, 張顏齊    | 原創歌曲《十二半音》，R1SE巡迴演唱會首唱 |
| 2019年12月14日 | Save Me Now                             | 張顏齊、趙磊   | 姚琛, 張顏齊, 趙磊          | 趙磊                    | 原創歌曲《十二筆劃》，R1SE巡迴演唱會首唱 |
| 2021年4月24日  | 海闊天空                                | 張顏齊         | 姚若龍; Rap詞: 姚琛, 張顏齊 | Hun Lin, Jun Young Choi | 節目《金曲青春》                         |
| 2022年6月9日   | 三分信條                                | 錢潤玉         | Tphunk, 錢潤玉              | Tphunk, 錢潤玉          | 致敬Stephen Curry                        |
| 2022年11月30日 | We Belong Tonight (Rave Republic Remix) | Rave Republic  | WAVEBOY, 姚琛               | 姚琛, 大迈MizarMin      | 編曲：Rave Republic                      |
| 2022年12月31日 | 白色信封                                | NICHKHUN(닉쿤) | 申名利, 姚琛                | Sub J, 大迈MizarMin     |                                          |
| 2023年1月12日  | Christmas Snow                          | NICHKHUN(닉쿤) | Jeroen Verschoor, 姚琛      | Sub J, 大迈MizarMin     | 英語版《白色信封》                       |
| 2023年3月7日   | 从现在 到未来                           | 群星           | NINEONE#趙馨玥, 陳聆子      | NINEONE#趙馨玥, 徐林    | 杭州亞運會官方主題推廣曲                 |
| 2023年4月21日  | In A Dream                              | 弦子           | 張贏                        | 都智文Baby.J            | 《無眠之境》電視劇片尾曲                 |
| 2023年4月28日  | 時光與他                                | 海來阿木       | 楊宗勇                      | 楊宗勇                  | 天賜非凡暖心歌會                         |
| 2023年9月25日  | 落日島嶼                                | Gibb-Z         | Gibb-Z, 姚琛                | Gibb-Z, 姚琛            | 網易雲獨家                               |
| 2023年11月20日 | 刪除                                    | Lily M(릴리)   | 申名利, 姚琛                | JUN JINWOO              |                                          |

## 創作作品
| 年份   | 歌曲名稱                                   | 參與部分 | 參與部分 | 參與部分 | 參與部分 | 合作歌手                                              |
| 年份   | 歌曲名稱                                   | 作曲     | 填詞     | Rap詞    | 編舞     | 合作歌手                                              |
| ------ | ------------------------------------------ | -------- | -------- | -------- | -------- | ----------------------------------------------------- |
| 2019年 | 十二                                       |          |          |          |          | 周震南、焉栩嘉                                        |
| 2019年 | 就要擲地有聲的炸裂                         |          |          |          |          | 周震南、焉栩嘉、張顏齊                                |
| 2019年 | 瘋子                                       |          |          |          |          | 周震南、焉栩嘉、張顏齊（Rap詞）；周震南、趙磊（作曲） |
| 2019年 | Save Me Now                                |          |          |          |          | 張顏齊、趙磊                                          |
| 2019年 | You                                        |          |          |          |          | R1SE全員                                              |
| 2020年 | Looking for trouble                        |          |          |          |          | R1SE全員                                              |
| 2020年 | 得吧                                       |          |          |          |          | 周震南、張顏齊                                        |
| 2020年 | 醒·Lithops                                 |          |          |          |          | 不適用                                                |
| 2021年 | 不必回答                                   |          |          |          |          | 不適用                                                |
| 2021年 | 莫比烏斯的日落                             |          |          |          |          | 不適用                                                |
| 2021年 | 海闊天空                                   |          |          |          |          | 張顏齊                                                |
| 2021年 | NOT GOOD                                   |          |          |          |          | 不適用                                                |
| 2021年 | 我們的愛                                   |          |          |          |          | 不適用                                                |
| 2021年 | NEVERMIND•放下吧                           |          |          |          |          | 不適用                                                |
| 2021年 | 夜鬧•YEAH,NOW                              |          |          |          |          | 不適用                                                |
| 2021年 | XXX                                        |          |          |          |          | 不適用                                                |
| 2022年 | WANNA GET WORSE                            |          |          |          |          | 不適用                                                |
| 2022年 | FEEL MY LOVE                               |          |          |          |          | 不適用                                                |
| 2022年 | Drinkin' You                               |          |          |          |          | 不適用                                                |
| 2022年 | We Belong Tonight                          |          |          |          |          | 不適用                                                |
| 2022年 | 噓                                         |          |          |          |          | 不適用                                                |
| 2022年 | We Belong Tonight (Rave Republic Remix)    |          |          |          |          | 不適用                                                |
| 2022年 | 白色信封                                   |          |          |          |          | NICHKHUN(닉쿤)                                        |
| 2023年 | Christmas Snow                             |          |          |          |          | NICHKHUN(닉쿤)                                        |
| 2023年 | YAOCHEN                                    |          |          |          |          | 不適用                                                |
| 2023年 | 等                                         |          |          |          |          | 不適用                                                |
| 2023年 | Problem                                    |          |          |          |          | 不適用                                                |
| 2023年 | 就這樣                                     |          |          |          |          | 不適用                                                |
| 2023年 | I'm so hot                                 |          |          |          |          | 不適用                                                |
| 2023年 | YAOCHEN (English Ver.)                     |          |          |          |          | 不適用                                                |
| 2023年 | Adventure Player (冒险玩家) (English Ver.) |          |          |          |          | 不適用                                                |
| 2023年 | Adventure Player (冒险玩家) (Chinese Ver.) |          |          |          |          | 不適用                                                |
| 2023年 | 刪除                                       |          |          |          |          | Lily M(릴리)                                          |
| 2023年 | Rum Tonight                                |          |          |          |          | 不適用                                                |

## 影視作品

### 綜藝節目
| 播出時間                       | 播出平台           | 節目名稱                        | 備註                                                                                 |
| 2019年4月6日－2019年6月8日     | 騰訊視頻           | 《創造營2019》                  | 2019年4月6日起每周六播出一集； 6月8日決賽直播                                        |
| 2019年4月8日 - 2019年6月14日   | 騰訊視頻           | 《創有寶藏挖》                  | 第2、22、25、26、28、31、47、51期學員                                                |
| 2019年4月14日 - 2019年6月9日   | 騰訊視頻           | 《大島日記》                    | 第8、9期學員                                                                         |
| 2019年6月2日                   | 湖南衛視           | 《天天向上》                    | 嘉賓                                                                                 |
| 2019年7月28日－2019年9月8日    | 騰訊視頻           | 《合唱吧!300》                  | 第2、6、7期嘉賓                                                                      |
| 2019年8月11日 - 2019年11月10日 | 騰訊視頻           | 《Super R1SE ‧ 蓄能季》         | R1SE專屬小團綜                                                                       |
| 2019年10月12日－2019年11月3日  | 騰訊視頻           | 《超新星運動會第二季》          | 2019年10月12日起每週六晚20:00播出一集， 第四期於28日搶先播出；11月1日至3日決賽直播。 |
| 2019年12月1日－2020年1月5日    | 騰訊視頻           | 《十一少年的秋天》              | R1SE專屬大團綜                                                                       |
| 2020年2月20日                  | 浙江衞視           | 《天賜的聲音第一季》            | 第二期                                                                               |
| 2020年5月16日－2020年5月17日   | 騰訊視頻           | 《創造營2020》                  | 第三期                                                                               |
| 2020年7月4日                   | 騰訊視頻           | 《創造營2020》                  | 第十期                                                                               |
| 2020年5月29日－2020年7月23日   | 騰訊視頻           | 《炙熱的我們》                  | 於2020年7月23日晚8點進行總決賽直播                                                   |
| 2020年7月5日－2020年8月23日    | 騰訊視頻           | 《Super R1SE ‧ 周年季》         | R1SE專屬小團綜                                                                       |
| 2020年7月16日－2020年8月16日   | 騰訊視頻           | 《超新星運動會第三季》          | 2020年7月16日起每週四晚20:00播出一集； 8月14日至16日決賽直播。                       |
| 2020年9月21日 - 2020年10月23日 | 騰訊視頻           | 《當燃是少年》                  | 每周一晚8點更新                                                                      |
| 2020年10月31日                 | 浙江衛視           | 《浙江衛視超級秀》              | 演唱：《Never Surrender》                                                            |
| 2021年2月5日                   | 騰訊視頻           | 《家族年年年夜FAN》             | 成員                                                                                 |
| 2021年3月6日                   | 騰訊視頻           | 《創造營2021》                  | 第三期                                                                               |
| 2021年4月24日                  | 騰訊視頻           | 《創造營2021》                  | 第十期                                                                               |
| 2021年4月24日                  | 東方衛視           | 《金曲青春》                    | 第四期                                                                               |
| 2021年6月5日                   | 東方衛視           | 《金曲青春》                    | 第十期                                                                               |
| 2021年4月29日                  | 騰訊視頻           | 《我們，破曉之前》              | R1SE專屬畢業團綜                                                                     |
| 2021年8月8日 - 2021年8月22日   | 江蘇衛視           | 《蒙面舞王（第二季）》          | 第一期至第三期，以「狂熱小子」名義                                                   |
| 2021年8月8日                   | 東方衛視           | 《閃電咖啡館》                  | 第五期嘉賓，演唱：《莫比烏斯的日落》、《不必回答》                                   |
| 2021年9月10日 - 2021年11月12日 | 優酷               | 《拳力以赴的我們》              | 第四期                                                                               |
| 2021年11月25日 - 2022年3月3日  | 騰訊視頻           | 《大夥之家》                    | 常駐嘉賓                                                                             |
| 2021年12月10日                 | 北京衞視           | 《冬夢之約第二季》              | 第二期                                                                               |
| 2022年1月14日                  | 北京衞視           | 《冬夢之約第二季》              | 第七期                                                                               |
| 2022年1月28日                  | 北京衞視           | 《冬夢之約第二季》              | 第九期                                                                               |
| 2021年12月11日                 | 北京衞視           | 《最美中國戲》                  | 第八期                                                                               |
| 2021年12月17日                 | 騰訊視頻           | 《超新星運動會第四季》          | 男子短道速滑冠軍、冰舞冠軍                                                           |
| 2021年12月18日                 | 中央電視台音樂頻道 | 《全球中文音樂榜上榜》          | 嘉賓，演唱：《放下吧》                                                               |
| 2022年1月11日                  | 搜狐視頻           | 《雪地裡撒野的朋友們》          | 嘉賓                                                                                 |
| 2022年1月11日                  | 北京廣播電視台     | 《運動者聯濛》                  | 嘉賓                                                                                 |
| 2022年1月25日                  | 騰訊視頻           | 《家族年年年夜FAN2022》         | 嘉賓                                                                                 |
| 2022年2月18日 - 2022年3月11日  | 金鷹卡通衛視       | 《愛上幼兒園第七季》            | 嘉賓                                                                                 |
| 2022年2月19日                  | 騰訊視頻           | 《迎戰冰雪》                    | 騰訊冬奧特別節目                                                                     |
| 2022年3月11日 - 2022年6月3日   | 浙江衞視           | 《天賜的聲音第三季》            | 第十期                                                                               |
| 2022年7月23日                  | 北京卫视           | 《書畫裡的中國第二季》          | 第十一期                                                                             |
| 2022年9月10日                  | 浙江衞視           | 《聽說很好吃第二季》            | 第七期                                                                               |
| 2022年12月31日                 | 浙江衛視           | 《2022-2023浙江衛視美好跨年夜》 | 演唱：《不必回答》《醒•LITHOPS》                                                     |
| 2023年1月19日                  | 芒果TV             | 《百分百開麥》                  | 第六期，演唱：《醒•LITHOPS》                                                         |
| 2023年2月17日 - 2023年4月21日  | 湖南衛視           | 《運動者聯盟第二季》            | 常駐嘉賓                                                                             |
| 2023年5月26日 - 2023年6月2日   | 浙江衞視           | 《天賜的聲音第四季》            | 第五期，演唱：五月天《離開地球表面》 第六期，演唱：王以太、劉至佳《危險派對》        |
| 2023年6月28日                  | 芒果TV             | 《寶貝有戲·天籟童聲 收穫季》    | 第五期，演唱：《Wake Up》                                                            |
| 2023年6月28日 - 2023年9月1日   | 愛奇藝             | 《出發！趣野吧》                | 常駐嘉賓                                                                             |
| 2023年10月20日                 | 湖南衛視           | 《驚喜來敲門》                  | 第一期                                                                               |
| 2023年10月8日~                 | 芒果TV             | 《哎呀好身材第五季》            | 常駐嘉賓                                                                             |
| 2023年11月15日                 | 愛奇藝             | 《家務優等生》                  | 第四階段觀察嘉賓                                                                     |
| 2024年10月12日- 2024年11月29日 | 浙江卫视           | 《向山海出发2》                 | 常驻嘉宾                                                                             |

### 電影
| 年份   | 電影           | 備註 |
| 2022年 | 《第七件小事》 | 主演 |

## 演唱會

### YAO&CLUB首次個人LIVEHOUSE巡演
| 年份   | 日期    | 城市 | 地點                       |
| 2023年 | 4月2日  | 重慶 | 蜚聲Live House             |
| 2023年 | 4月8日  | 廣州 | MAO LIVE HOUSE             |
| 2023年 | 4月22日 | 天津 | SOULSENSE LIVEHOUSE        |
| 2023年 | 6月17日 | 上海 | 國家會展中心（上海）紅館EH |

## 演出活動

### SHOWCASE
| 年份   | 日期    | 地點                   | 名稱                          |
| 2021年 | 7月16日 | 北京市中國電影導演中心 | 《琛•不可測全新出道SHOWCASE》 |

### 見面會
| 年份   | 日期     | 城市     | 名稱                                                                  | 備註 |
| 2019年 | 9月27日  | 中國北京 | 2019 R1SE Fanmeeting紀錄片專場 紀錄片《一個男團的誕生》影院獨享見面會 | 團體 |
| 2019年 | 11月30日 | 中國北京 | 專輯《就要擲地有聲的炸裂》實體專輯簽售會                              | 團體 |
| 2019年 | 12月15日 | 中國重慶 | 專輯《就要擲地有聲的炸裂》實體專輯簽售會                              | 團體 |
| 2020年 | 11月8日  | 中國長沙 | 專輯《曜為名》實體專輯簽售會                                          | 團體 |
| 2023年 | 6月23日  | 中國北京 | 專輯《琛YAOCHEN》實體專輯簽售會                                       | 個人 |
| 2023年 | 7月8日   | 泰國曼谷 | 專輯《琛YAOCHEN》實體專輯簽售會                                       | 個人 |
| 2023年 | 7月15日  | 中國上海 | 專輯《琛YAOCHEN》實體專輯簽售會                                       | 個人 |

## 獲獎紀錄
| 時間           | 頒獎典禮                       | 獎項                 | 結果 |
| 2021年10月12日 | 摯愛大賞九周年盛典             | 年度摯愛魅力男藝人   | 獲獎 |
| 2021年12月12日 | TMEA騰訊音樂娛樂盛典           | 年度新勢力內地音樂人 | 獲獎 |
| 2021年12月15日 | QQ音樂融合嘻哈盛典             | 年度傳媒喜愛藝人     | 獲獎 |
| 2022年12月20日 | QQ音樂融合嘻哈盛典             | 年度全能藝人         | 獲獎 |
| 2023年2月12日  | 酷狗首唱會2022年度表彰大會     | 潮流大勢歌手         | 獲獎 |
| 2023年2月28日  | 堅韌的力量·2022年度慈善盛典    | 年度公益青年歌手     | 獲獎 |
| 2023年9月6日   | 2023微博音樂盛典               | 年度進取歌手         | 獲獎 |
| 2023年12月14日 | 第八屆Asia Artist Awards (AAA) | New Wave Award       | 獲獎 |

## 外部連結
- 姚琛的新浪微博
- 姚琛工作室的新浪微博 （页面存档备份，存于）
- 姚琛YOUTUBE頻道 （页面存档备份，存于）
- 姚琛X(Twitter)頻道 （页面存档备份，存于）
- 姚琛的Instagram帳戶
- 姚琛的哔哩哔哩个人空间